# Alonzo King
Alonzo King (Georgia, ?), es un coreógrafo estadounidense.
King ha sido galardonado con varios premios: un NEA Beca coreográfica, el premio San Francisco Mayor, y el premio a la Creatividad de Jacob Pillow. Sus coreografías están en el repertorio del Ballet Real sueco, Ballet de Fráncfort, Ballet Bejart, Les Ballets de Monte-Carlo, Joffrey Ballet, Alvin Ailey, Ballet de Hong Kong, Teatro de Baile de la Carolina del Norte, y Hubbard Baile de Calle Chicago.

## LINES Ballet
En 1982, King fundó LINES Ballet y su primera función fue en el Teatro Mckenna de San Francisco. La compañía actualmente actúa en el Yerba Buena Centro para las Artes, y realiza varias giras internacionales.

## Obras
- 2016: Art Songs, SAND
- 2015: The Propelled Heart, Biophony
- 2014: Shostakovich, The Steady Heart
- 2013: Concierto para Dos Violines, Meyer
- 2012: AZIMUTH, Constellation
- 2011: Resin, Figures of Thought
- 2010: Writing Ground, Wheel in the Middle of the Field
- 2009: Scheherazade, Refraction, Dust and Light
- 2008: The Radius of Convergence, The Steady Articulation of Perseverance
- 2007: Rasa, Irregular Pearl, Long River, High Sky
- 2006: Sky Clad, Migration
- 2005: The Moroccan Project, Handel, Salt, Odd Fellow, Satoh
- 2004: Before the Blues, Rite of Spring, Baker Fix, Coleman Hawkins, The Patience of Aridity, Waiting for Petrichor
- 2003: Heart Song, Syzmanski's Vibraphone Quartet
- 2002: Road, Splash, Koto
- 2001: The People of the Forest, The Heart's Natural Inclination
- 2000: Following the Subtle Current Upstream, Soothing the Enemy, Riley, Tango, In to Get Out
- 1999: Shostokovich String Quartet
- 1998: Hovering Slightly Above Ground, Who Dressed You Like a Foreigner?, Tarab, Long Straight Line, Map, Land Forms
- 1997: String Trio, Suite Etta, Three Stops On the Way Home, Handel Trio
- 1996: Klang, Sacred Text, Handel Pas de Deux, Ground
- 1995: Signs and Wonders, Rock, String Quartet
- 1994: Poulenc Pas de Deux, Ocean, Along the Path
- 1993: Bach Cello Suite, Compelling Geological Evidence, Pavane
- 1992: Gurdjieff Piano Music
- 1991: Song of the Aka, Cante
- 1990: Without Wax, Toccatta in D Minor
- 1989: Lila, Fallen Angel
- 1988: Awake in the Dream, Ligeti Variations, Reoccurrence
- 1987: Rain Dreaming, Granados Pas de Deux
- 1986: Prayer, Stealing Light
- 1983: Ictus